# 徳光村
徳光村（とくみつむら）は、京都府竹野郡にあった村。現在の京丹後市丹後町の南西端、竹野川の下流域にあたる。

## 地理
- 河川：竹野川

## 歴史
- 1889年（明治22年）4月1日 - 町村制の施行により、三宅村・成願寺村・大山村・徳光村の区域をもって発足。
- 1925年（大正14年）12月1日 - 八木村と合併して豊栄村が発足。同日徳光村廃止。